# 4140 Branham
4140 Branham је астероид главног астероидног појаса са пречником од приближно 34,81 .
Афел астероида је на удаљености од 3,359 астрономских јединица (АЈ) од Сунца, а перихел на 2,657 АЈ.
Ексцентрицитет орбите износи 0,116, инклинација (нагиб) орбите у односу на раван еклиптике 7,723 степени, а орбитални период износи 1906,034 дана (5,218 година).
Апсолутна магнитуда астероида је 10,90 а геометријски албедо 0,063.
Астероид је откривен 11. новембра 1976. године.